# 마드리드 의정서
표장의 국제등록에 관한 마드리드 의정서(Protocol relating to the Madrid Agreement Concerning the International Registration of Marks), 약칭 마드리드 의정서란, 상표 및 서비스표의 국제 등록에 관한 국제 조약이다. 특허에 있어서의 특허협력조약(PCT)에 대응되는 상표분야의 국제출원시스템이다. 상표 및 서비스표에 대한 해외출원절차를 간소화하여, 어느 조약 체결국의 특허청에 제출하는 하나의 출원서로 상표등록을 받고자 하는 여러 국가를 지정하여 마드리드 의정서 가입국에서의 절차를 밟을 수 있고, 세계 각국에서 등록받은 상표권을 국제등록부에 의해 일원적으로 관리할 수 있게 하는 해외에서의 상표권 보호를 위한 원스톱 국제상표출원시스템이라 할 수 있다.
마드리드 협약은 1891년에 작성되었다. 그런데 마드리드 협약은 절차 상의 제약이 엄격하다는 문제점을 지니고 있었기 때문에 일본, 미국, 영국, 덴마크, 그리스, 아일랜드 등 주요국가가 체결을 하지 않고 있었고, 2006년 12월 기준, 체약국은 52개국에 불과하였다. 이에 이들 주요국이 국제 등록 제도의 창설에 동참하도록 1989년 마드리드 의정서가 준비되었다. 마드리드 의정서는 1995년 12월 1일 발효되었고, 대한민국은 2003년 1월 10일 가입하였다. 미국이 2003년 11월 2일, 유럽연합이 2004년 10월 1일에 가입함으로써 주요국들이 가입을 마쳤다. 2006년 12월 기준, 일본, 미국, 영국을 포함한 71개국이 마드리드 의정서를 체결하였다. 세계 지식 재산권 기구가 본 조약의 이행을 수행하고 있다.
체약국의 국민이 본국에 등록한 상표 또는 서비스마크를 일정한 절차를 거쳐 국제등록하면 각 체약국에 직접 출원한 것으로 보며 각 국내관청은 파리조약에 기한 이유 이외에는 등록을 거부할 수 없다. 국제등록의 존속기간은 10년이다.

## 같이 보기
- 세계 지식 재산권 기구